# Grand Sarcouy
Le Grand Sarcouy ou Sarcoui est un volcan de la chaîne des Puys, dans le Massif central.

## Géographie

### Situation géographique
Situé à une dizaine de kilomètres à l'ouest de Clermont-Ferrand et à deux kilomètres au sud-ouest de Chanat-la-Mouteyre, ce puy est localisé entre le puy des Goules (au sud) et le Petit Sarcouy (au nord) qui, ensemble, partagent la même histoire géologique.

### Topographie
C'est un volcan éteint de type péléen sans cratère. Ce dôme en coupole, au sommet aplati, ressemble à un chaudron renversé, c'est pourquoi il est parfois surnommé « le Chaudron ». Le Grand Sarcouy s'est édifié en s'appuyant sur les deux autres et est désormais un peu plus haut que ses deux aînés puisqu'il culmine à 1 147 mètres, alors que le puy des Goules mesure 1 146 mètres et le Petit Sarcouy 1 041 mètres. Il s'élève sur une hauteur de 250 m et son diamètre est de 800 m.

### Géologie

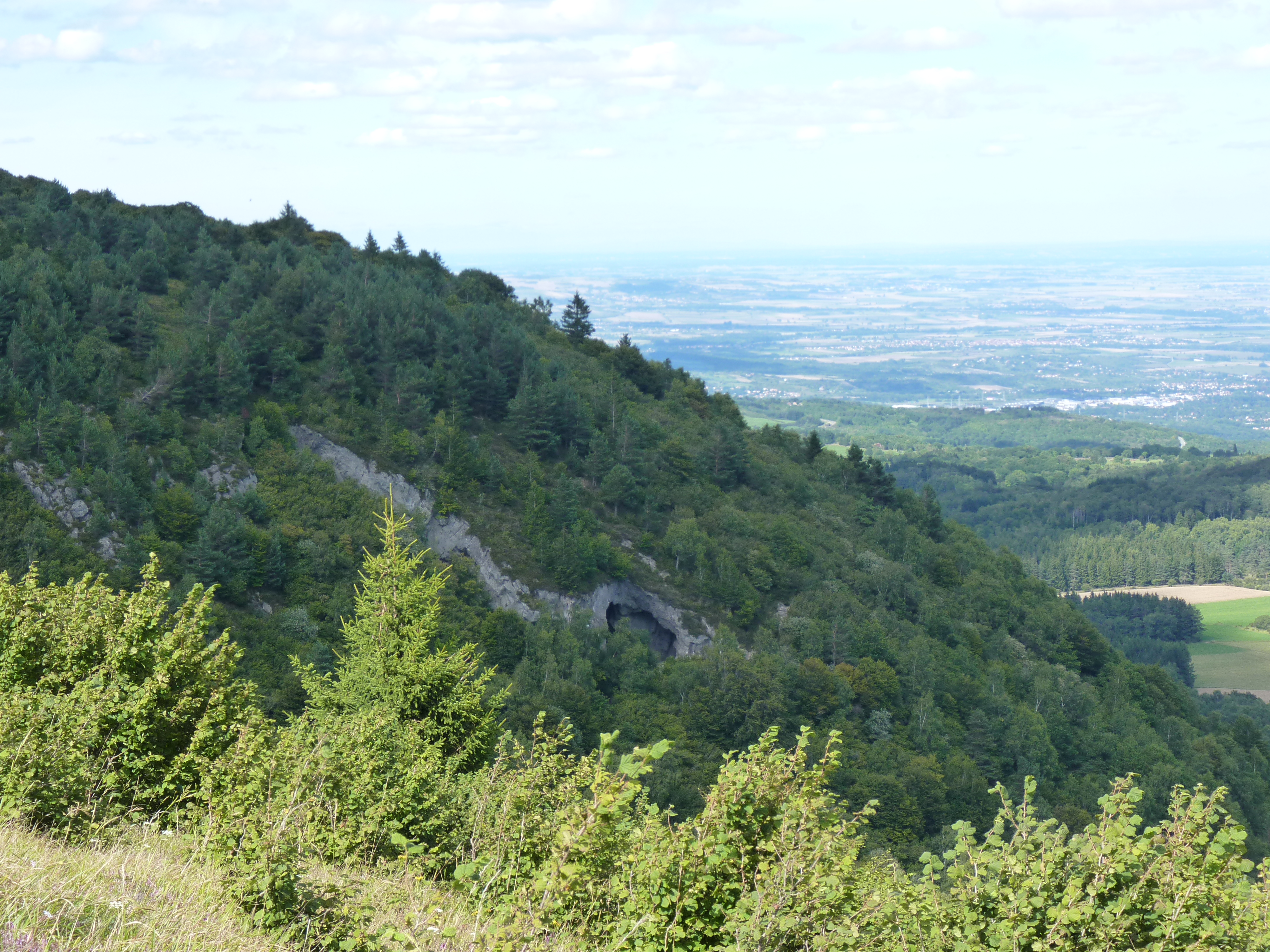
Cette vue du Grand Sarcouy, depuis le puy des Goules, laisse deviner la roche trachytique claire qui constitue le dôme.

La lave qui lui a donné naissance est un trachyte sub-alcalin très clair, presque blanc, aussi appelé domite, trop visqueuse pour faire des coulées. La roche ainsi obtenue contient quelques phénocristaux de feldspaths et de biotite. Tout le pourtour du dôme est couvert d'une couche épaisse de cendres volcaniques de nature trachytique. Des carrières exploitant les cendres volcaniques ont permis de mettre à nu les couches les plus profondes et les plus anciennes. Les premières productions du Grand Sarcouy reposent sur des scories basaltiques du Petit Sarcouy, ce qui démontre la plus grande ancienneté de ce dernier. Les premières productions sont des tufs volcaniques de couleur ocre, constitués de lapilli trachytiques émis par ce volcan, ainsi que de fragments basaltiques provenant des deux puys plus anciens et de débris de socle cristallin. Ces tufs comprennent des particules de toutes tailles, depuis les cendres fines jusqu'aux blocs. Au-dessus, des brèches volcaniques et des cendres témoignent du passage de plusieurs nuées ardentes.

## Histoire

### Histoire géologique
La formation du complexe du Sarcouy est assez similaire à celle des puys des Gouttes et Chopine. En premier lieu apparaissent deux cônes de scories basaltiques, le puy des Goules puis le Petit Sarcouy, deux cônes stromboliens émettant des laves de type basaltique. Ceux-ci sont ensuite entaillés par une série d'explosions qui ouvrent un maar trachytique entouré d'un anneau de tuf volcanique stratifié. Ce cratère est ultérieurement comblé par une lave trachytique visqueuse qui s'accumule en un dôme légèrement aplati, formant ainsi le Sarcouy, aussi dénommé « Chaudron », accompagné de brèches et cendres issues de nuées ardentes. Plus tard, le flanc ouest de l'ensemble recevra des cendres trachytiques provenant du puy Chopine.

### Histoire humaine

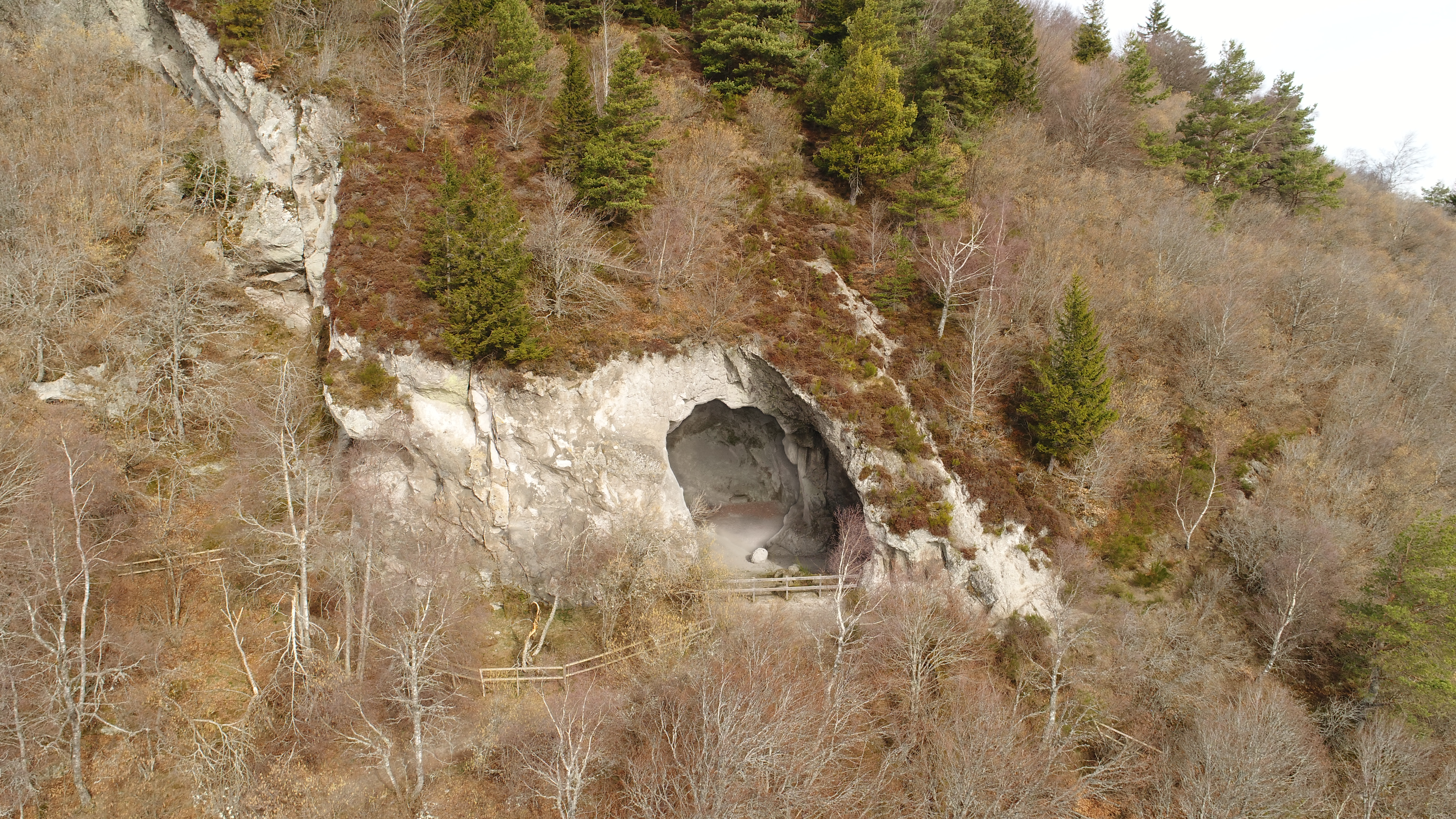
Grotte du Sarcoui vu de dessus

Sur son flanc oriental se trouve une grotte, ancienne carrière mérovingienne, peu profonde, dont des blocs de lave trachytique ont été extraits afin de réaliser des sarcophages (Ve-VIIe siècle). Le nom Sarcouy viendrait d'une forme auvergnate de « cercueil ». On trouve des carrières similaires dans les dômes du Clierzou et du puy de l'Aumône.